# (3917) Franz Schubert
(3917) Franz Schubert (1961 CX) – planetoida z pasa głównego asteroid okrążająca Słońce w ciągu 3,62 lat w średniej odległości 2,36 j.a. Odkryta 15 lutego 1961 roku.